# Svärtinge
Svärtinge ist eine Ortschaft (tätort) in der schwedischen Provinz Östergötlands län und der historischen Provinz Östergötland. Der Ort liegt 10 km nordwestlich von Norrköping am Riksväg 51 an der Nordseite des Sees Glan. Er hat etwa 2500 Einwohner.
Anfangs bestand die Siedlung aus Ferienhäusern, sogenannten Sommarstugor, heute stehen dort großteils gewöhnliche Häuser, die das ganze Jahr bewohnt werden. Im Zuge der neuen Ansiedlungen wurde eine Ortsumgehung für den ursprünglich durch den Ort führenden Riksväg 51 gebaut, die Einweihung der neuen Strecke fand am 7. Dezember 2007 statt.
Der Freizeitwert ist durch die Menge an Waldseen nach wie vor sehr hoch, sie eignen sich sowohl zum Baden als auch zum Angeln, wozu für Letzteres eine Fiskekort (Angelkarte) erworben werden muss.